# Trần Thị Diệu Ninh
Trần Thị Diệu Ninh (ur. 14 września 1990) – wietnamska zapaśniczka w stylu wolnym.
Srebrna medalistka mistrzostw Azji w 2012, piąta w 2010 i 2011 roku. Złota medalistka igrzysk Azji Południowo-Wschodniej w 2013 roku. Siedemnasta w mistrzostwach świata w 2009 roku. Srebrna i brązowa medalistka mistrzostw Azji juniorów.